# Казаков, Максим Алексеевич
Максим Алексеевич Казаков (род. 24 февраля 2000, Щёлково, Московская область) — российский хоккеист, нападающий.

## Биография
Воспитанник «Спартака» Москва. Перед сезоном 2017/18 перешёл в череповецкую «Северсталь», стал играть за команду МХЛ «Алмаз». В сезоне 2019/20 дебютировал в КХЛ. Играл также за фарм-клубы в ВХЛ «Молот-Прикамье» Пермь (2020/21) и «Буран» Воронеж (2021/22 — 2023/24). 5 июня 2024го да был обменян в «Металлург» Новокузнецк на денежную компенсацию.